# Clearview (Virginia Occidentale)
Clearview è un comune degli Stati Uniti d'America, situato nello Stato della Virginia Occidentale, nella contea di Ohio.